# Sandnes Ulf 2018
Questa voce raccoglie le informazioni riguardanti il Sandnes Ulf nelle competizioni ufficiali della stagione 2018.

## Stagione
A seguito del 5º posto arrivato nel campionato 2017, nella stagione 2018 il Sandnes Ulf avrebbe partecipato alla 1. divisjon ed al Norgesmesterskapet. Il 20 dicembre 2017 sono stati compilati i calendari per la 1. divisjon: alla 1ª giornata, il Sandnes Ulf avrebbe ospitato lo Strømmen, al Sandnes Stadion.

## Rosa
| N. |                        | Ruolo | Calciatore          |
| -- | ---------------------- | ----- | ------------------- |
| 1  | Finlandia (bandiera)   | P     | Saku-Pekka Sahlgren |
| 2  | Norvegia (bandiera)    | C     | Akinbola Akinyemi   |
| 3  | Fær Øer (bandiera)     | D     | Ári Jónsson         |
| 4  | Norvegia (bandiera)    | D     | Axel Kryger         |
| 5  | Norvegia (bandiera)    | D     | Daniel Edvardsen    |
| 6  | Paesi Bassi (bandiera) | C     | Niels Vorthoren     |
| 7  | Norvegia (bandiera)    | C     | Vidar Nisja         |
| 8  | Norvegia (bandiera)    | C     | Remi Johansen       |
| 9  | Nigeria (bandiera)     | A     | Kachi               |
| 10 | Danimarca (bandiera)   | A     | Sanel Kapidžić      |
| 11 | Aruba (bandiera)       | C     | Erixon Danso        |
| 12 | Lettonia (bandiera)    | P     | Deniss Korneiciks   |

| N. |                                 | Ruolo | Calciatore          |
| -- | ------------------------------- | ----- | ------------------- |
| 14 | Norvegia (bandiera)             | D     | Akinsola Akinyemi   |
| 15 | Norvegia (bandiera)             | C     | Vegard Erlien       |
| 16 | Finlandia (bandiera)            | D     | Tapio Heikkilä      |
| 20 | Norvegia (bandiera)             | C     | Andreas Dybevik     |
| 21 | Norvegia (bandiera)             | C     | Herman Kleppa       |
| 22 | Bosnia ed Erzegovina (bandiera) | D     | Jasmin Bogdanović   |
| 24 | Norvegia (bandiera)             | C     | Kristian Brix       |
| 27 | Norvegia (bandiera)             | C     | Vegard Aasen        |
| 30 | Norvegia (bandiera)             | A     | Kent Håvard Eriksen |
| 77 | Kenya (bandiera)                | P     | Arnold Origi Otieno |
| 92 | Danimarca (bandiera)            | P     | Nicklas Frenderup   |
| –– | Norvegia (bandiera)             | D     | Bjørnar Holmvik     |

## Calciomercato

### Sessione invernale(dal 12/01 al 04/04)
| Arrivi | Arrivi            | Arrivi       | Arrivi        |
| R.     | Nome              | da           | Modalità      |
| ------ | ----------------- | ------------ | ------------- |
| P      | Deniss Korneiciks |              | svincolato    |
| D      | Akinsola Akinyemi |              | svincolato    |
| D      | Daniel Edvardsen  |              | svincolato    |
| D      | Tapio Heikkilä    | Start        | definitivo    |
| D      | Ári Jónsson       |              | svincolato    |
| C      | Erixon Danso      |              | svincolato    |
| C      | Andreas Dybevik   | Bryne        | fine prestito |
| C      | Vegard Erlien     |              | svincolato    |
| C      | Herman Kleppa     | Viking       | definitivo    |
| C      | Niels Vorthoren   |              | svincolato    |
| A      | Kachi             | Sarpsborg 08 | definitivo    |

| Partenze         | Partenze             | Partenze    | Partenze      |
| R.               | Nome                 | a           | Modalità      |
| ---------------- | -------------------- | ----------- | ------------- |
| P                | Jonas Høidahl        |             | svincolato    |
| P                | Egil Selvik          | Nest-Sotra  | prestito      |
| D                | Nicolai Geertsen     |             | svincolato    |
| D                | Mads Nielsen         |             | svincolato    |
| D                | Jørgen Olsen Øveraas |             | svincolato    |
| D                | Kenneth Sola         |             | svincolato    |
| D                | Viljar Vevatne       |             | svincolato    |
| C                | Tomas Kristoffersen  |             | svincolato    |
| C                | Roy Miljeteig        | Egersund    | definitivo    |
| A                | Roger Ekeland        | Egersund    | prestito      |
| A                | Kjell Rune Sellin    | Fredrikstad | definitivo    |
| A                | Oddbjørn Skartun     |             | svincolato    |
| Altre operazioni |                      |             |               |
| R.               | Nome                 | da          | Modalità      |
| C                | Jørgen Kolstad       | Lillestrøm  | fine prestito |

### Tra le due sessioni
| Arrivi | Arrivi              | Arrivi | Arrivi     |
| R.     | Nome                | da     | Modalità   |
| ------ | ------------------- | ------ | ---------- |
| P      | Arnold Origi Otieno |        | svincolato |

| Partenze | Partenze | Partenze | Partenze |
| R.       | Nome     | a        | Modalità |
| -------- | -------- | -------- | -------- |

### Sessione estiva(dal 19/07 al 15/08)
| Arrivi | Arrivi            | Arrivi   | Arrivi     |
| R.     | Nome              | da       | Modalità   |
| ------ | ----------------- | -------- | ---------- |
| P      | Nicklas Frenderup | Florø    | definitivo |
| D      | Bjørnar Holmvik   | Vidar    | definitivo |
| C      | Akinbola Akinyemi | Notodden | definitivo |
| A      | Sanel Kapidžić    |          | svincolato |

| Partenze | Partenze            | Partenze | Partenze   |
| R.       | Nome                | a        | Modalità   |
| -------- | ------------------- | -------- | ---------- |
| P        | Arnold Origi Otieno |          | svincolato |

## Risultati

### 1. divisjon

#### Girone di andata
| Arbitro: | Hansen (Oslo) |

|                           |           |                    |
| Vorthoren 53’ Eriksen 77’ | Marcatori | 82’ Mauritz-Hansen |

| Arbitro: | Følstad Skarsem (Trondheim) |

|                       |           |                                   |
| Steen Sæthre 29’, 90’ | Marcatori | 44’ Heikkilä 50’ Danso 54’ Kryger |

## Statistiche

### Statistiche di squadra
| Competizione       | Punti | In casa | In casa | In casa | In casa | In casa | In casa | In trasferta | In trasferta | In trasferta | In trasferta | In trasferta | In trasferta | Totale | Totale | Totale | Totale | Totale | Totale | DR |
| Competizione       | Punti | G       | V       | N       | P       | Gf      | Gs      | G            | V            | N            | P            | Gf           | Gs           | G      | V      | N      | P      | Gf     | Gs     | DR |
| ------------------ | ----- | ------- | ------- | ------- | ------- | ------- | ------- | ------------ | ------------ | ------------ | ------------ | ------------ | ------------ | ------ | ------ | ------ | ------ | ------ | ------ | -- |
| 1. divisjon        | 0     | 0       | 0       | 0       | 0       | 0       | 0       | 0            | 0            | 0            | 0            | 0            | 0            | 0      | 0      | 0      | 0      | 0      | 0      | 0  |
| Norgesmesterskapet | -     | 0       | 0       | 0       | 0       | 0       | 0       | 0            | 0            | 0            | 0            | 0            | 0            | 0      | 0      | 0      | 0      | 0      | 0      | 0  |
| Totale             | -     | 0       | 0       | 0       | 0       | 0       | 0       | 0            | 0            | 0            | 0            | 0            | 0            | 0      | 0      | 0      | 0      | 0      | 0      | 0  |

### Andamento in campionato
| Giornata  | 1 | 2 | 3 | 4 | 5 | 6 | 7 | 8 | 9 | 10 | 11 | 12 | 13 | 14 | 15 | 16 | 17 | 18 | 19 | 20 | 21 | 22 | 23 | 24 | 25 | 26 | 27 | 28 | 29 | 30 |
| --------- | - | - | - | - | - | - | - | - | - | -- | -- | -- | -- | -- | -- | -- | -- | -- | -- | -- | -- | -- | -- | -- | -- | -- | -- | -- | -- | -- |
| Luogo     | C | T | C | T | C | T | C | T | C | T  | C  | T  | C  | T  | C  | T  | C  | T  | C  | T  | C  | T  | T  | C  | T  | C  | C  | T  | C  | T  |
| Risultato | V | V |   |   |   |   |   |   |   |    |    |    |    |    |    |    |    |    |    |    |    |    |    |    |    |    |    |    |    |    |
| Posizione |   |   |   |   |   |   |   |   |   |    |    |    |    |    |    |    |    |    |    |    |    |    |    |    |    |    |    |    |    |    |

Fonte:  OBOS-ligaen 2018, su altomfotball.no, Altomfotball.
Legenda:

Luogo: C = Casa; T = Trasferta. Risultato: V = Vittoria; N = Pareggio; P = Sconfitta.

### Statistiche dei giocatori
| Giocatore       | 1. divisjon | 1. divisjon | 1. divisjon | 1. divisjon | Norgesmesterskapet | Norgesmesterskapet | Norgesmesterskapet | Norgesmesterskapet | Coppe europee | Coppe europee | Coppe europee | Coppe europee | Altre coppe | Altre coppe | Altre coppe | Altre coppe | Totale   | Totale | Totale      | Totale     |
| Giocatore       | Presenze    | Reti        | Ammonizioni | Espulsioni  | Presenze           | Reti               | Ammonizioni        | Espulsioni         | Presenze      | Reti          | Ammonizioni   | Espulsioni    | Presenze    | Reti        | Ammonizioni | Espulsioni  | Presenze | Reti   | Ammonizioni | Espulsioni |
| --------------- | ----------- | ----------- | ----------- | ----------- | ------------------ | ------------------ | ------------------ | ------------------ | ------------- | ------------- | ------------- | ------------- | ----------- | ----------- | ----------- | ----------- | -------- | ------ | ----------- | ---------- |
| V. Aasen        | 0           | 0           | 0           | 0           | 0                  | 0                  | 0                  | 0                  |               |               |               |               |             |             |             |             | 0        | 0      | 0           | 0          |
| Akinb. Akinyemi | 0           | 0           | 0           | 0           | -                  | -                  | -                  | -                  |               |               |               |               |             |             |             |             | 0        | 0      | 0           | 0          |
| Akins. Akinyemi | 0           | 0           | 0           | 0           | 0                  | 0                  | 0                  | 0                  |               |               |               |               |             |             |             |             | 0        | 0      | 0           | 0          |
| J. Bogdanović   | 0           | 0           | 0           | 0           | 0                  | 0                  | 0                  | 0                  |               |               |               |               |             |             |             |             | 0        | 0      | 0           | 0          |
| K. Brix         | 0           | 0           | 0           | 0           | 0                  | 0                  | 0                  | 0                  |               |               |               |               |             |             |             |             | 0        | 0      | 0           | 0          |
| E. Danso        | 0           | 0           | 0           | 0           | 0                  | 0                  | 0                  | 0                  |               |               |               |               |             |             |             |             | 0        | 0      | 0           | 0          |
| A. Dybevik      | 0           | 0           | 0           | 0           | 0                  | 0                  | 0                  | 0                  |               |               |               |               |             |             |             |             | 0        | 0      | 0           | 0          |
| D. Edvardsen    | 0           | 0           | 0           | 0           | 0                  | 0                  | 0                  | 0                  |               |               |               |               |             |             |             |             | 0        | 0      | 0           | 0          |
| K. Eriksen      | 0           | 0           | 0           | 0           | 0                  | 0                  | 0                  | 0                  |               |               |               |               |             |             |             |             | 0        | 0      | 0           | 0          |
| V. Erlien       | 0           | 0           | 0           | 0           | 0                  | 0                  | 0                  | 0                  |               |               |               |               |             |             |             |             | 0        | 0      | 0           | 0          |
| N. Frenderup    | 0           | -0          | 0           | 0           | -                  | -                  | -                  | -                  |               |               |               |               |             |             |             |             | 0        | 0      | 0           | 0          |
| T. Heikkilä     | 0           | 0           | 0           | 0           | 0                  | 0                  | 0                  | 0                  |               |               |               |               |             |             |             |             | 0        | 0      | 0           | 0          |
| B. Holmvik      | 0           | 0           | 0           | 0           | -                  | -                  | -                  | -                  |               |               |               |               |             |             |             |             | 0        | 0      | 0           | 0          |
| R. Johansen     | 0           | 0           | 0           | 0           | 0                  | 0                  | 0                  | 0                  |               |               |               |               |             |             |             |             | 0        | 0      | 0           | 0          |
| Á. Jónsson      | 0           | 0           | 0           | 0           | 0                  | 0                  | 0                  | 0                  |               |               |               |               |             |             |             |             | 0        | 0      | 0           | 0          |
| Kachi           | 0           | 0           | 0           | 0           | 0                  | 0                  | 0                  | 0                  |               |               |               |               |             |             |             |             | 0        | 0      | 0           | 0          |
| S. Kapidžić     | 0           | 0           | 0           | 0           | -                  | -                  | -                  | -                  |               |               |               |               |             |             |             |             | 0        | 0      | 0           | 0          |
| H. Kleppa       | 0           | 0           | 0           | 0           | 0                  | 0                  | 0                  | 0                  |               |               |               |               |             |             |             |             | 0        | 0      | 0           | 0          |
| D. Korneiciks   | 0           | -0          | 0           | 0           | 0                  | -0                 | 0                  | 0                  |               |               |               |               |             |             |             |             | 0        | 0      | 0           | 0          |
| A. Kryger       | 0           | 0           | 0           | 0           | 0                  | 0                  | 0                  | 0                  |               |               |               |               |             |             |             |             | 0        | 0      | 0           | 0          |
| V. Nisja        | 0           | 0           | 0           | 0           | 0                  | 0                  | 0                  | 0                  |               |               |               |               |             |             |             |             | 0        | 0      | 0           | 0          |
| A. Origi Otieno | 0           | -0          | 0           | 0           | 0                  | -0                 | 0                  | 0                  |               |               |               |               |             |             |             |             | 0        | 0      | 0           | 0          |
| S. Sahlgren     | 0           | -0          | 0           | 0           | 0                  | -0                 | 0                  | 0                  |               |               |               |               |             |             |             |             | 0        | 0      | 0           | 0          |
| N. Vorthoren    | 0           | 0           | 0           | 0           | 0                  | 0                  | 0                  | 0                  |               |               |               |               |             |             |             |             | 0        | 0      | 0           | 0          |